# Ignace Legrand
Ignace Legrand, pseudonimul lui Ferdinand Ignace Albert Warschawsky, (n. 12 septembrie 1884, Nouméa, Franța – d. 10 decembrie 1969, Paris, Région parisienne, Franța) a fost un scriitor francez. .

## Biografie
Ignace Legrand era fiul lui Sholom Alexandre Warschawsky și al Louisei Cécile Rival, fratele pictorului Édouard Leon Louis Warschawsky și nepotul Mariei Kann, prietena lui Maupassant (născută Marie Warschawsky, cumnata lui  Albert Cahen, mătușa Idei Rubinstein).
S-a căsătorit cu Mary Catherine Gourgaud du Taillis, fiica lui Raphaël Cahen d'Anvers și nepoata lui Louis Cahen d'Anvers și a lui Albert Cahen.
În 1934, romanul À sa lumière al lui Ignace Legrand a concurat la Premiul Goncourt, pierzând în fața romanului Căpitanul Conan al lui Roger Vercel. Editura Émile-Paul, care încheiase un contract de publicare cu autorul, se afla în dificultăți financiare, așa că a încheiat un acord cu Gallimard pentru publicarea cărții.

## Critică
„Dar noi credem că, de la Marcel Proust, Franța nu a avut un romancier de geniu mai mare, mai fecund, mai complex și mai profund ca dl. Ignace Legrand, care a tocmai a elaborat prin À sa lumière o operă într-adevăr magistrală, în același timp luminată de simpatie umană și dominată de un realism implacabil.”—La Grande Revue, vol. 146, 1934, p. 334

## Opera
- Le Disciple du feu, E. Fasquelle, 1923
- La Patrie intérieure, Librairie des Champs-Élysées, 1928 extrase Arhivat în 4 martie 2016, la Wayback Machine.
- Renaissance : René Invernesse, Emile-Paul frères, 1931 extrase Arhivat în 4 martie 2016, la Wayback Machine.
- Renaissance : Raphaëla Emmanuelle, Emile-Paul Frères, 1932 extrase[nefuncțională]
- Maurice Baring, L'Angoissant Souvenir, traducere a cărții Comfortless Memory de Ignace Legrand, Emile-Paul frères, 1934
- À sa lumière, Gallimard, 1934 extrase[nefuncțională]
- Héry, Gallimard, 1936
- « Sandro », în Les Œuvres libres, nr. 163, A. Fayard, 1935
- Virginia, Gallimard, 1937
- La Sortie du port, Gallimard, 1938 extrase Arhivat în 4 martie 2016, la Wayback Machine.
- Nos amis les Anglais, The Commodore press, Londra, 1944
- Le Train de l'ambassade, The Commodore press, Londra, 1944

### Ediții mai recente
- À sa lumière, prefață de Gilbert Sigaux, Éditions Rencontre, Lausanne, 1965

### Traduceri
- The Land Within, tradusă în engleză de E. H. F. Mills, prefață de Storm Jameson, Phoenix House, 1948
- The Embassy Train, tradusă în engleză de E. H. F. Mills, The Continental publishers and distributors ltd., 1945